# David Lafata
David Lafata (České Budějovice, República Checa, 18 de septiembre de 1981) es un exfutbolista checo. Jugaba de delantero y su primer equipo fue el S. K. Dynamo České Budějovice. Su último club fue el Sparta Praga.

## Selección nacional
Fue internacional con la selección de la República Checa en 41 ocasiones en las que anotó nueve goles. Participó en las Eurocopas de 2012 y 2016.

### Participaciones en Eurocopas
| Copa          | Sede              | Resultado        | Partidos | Goles |
| ------------- | ----------------- | ---------------- | -------- | ----- |
| Eurocopa 2012 | Polonia · Ucrania | Cuartos de final | 1        | 0     |
| Eurocopa 2016 | Francia           | Primera fase     | 2        | 0     |

## Clubes
| Club                          | País            | Año       |
| ----------------------------- | --------------- | --------- |
| S. K. Dynamo České Budějovice | República Checa | 1999-2001 |
| F. C. Vysočina Jihlava        | República Checa | 2002      |
| S. K. Dynamo České Budějovice | República Checa | 2002-2005 |
| Skoda Xanthi                  | Grecia          | 2005-2006 |
| F. K. Jablonec                | República Checa | 2006-2007 |
| Austria Viena                 | Austria         | 2007-2008 |
| F. K. Jablonec                | República Checa | 2008-2012 |
| Sparta Praga                  | República Checa | 2013-2018 |

## Palmarés

### Títulos nacionales
| Título                               | Club          | País            | Año  |
| ------------------------------------ | ------------- | --------------- | ---- |
| Copa de Austria                      | Austria Viena | Austria         | 2007 |
| Liga de Fútbol de la República Checa | Sparta Praga  | República Checa | 2014 |
| Copa de la República Checa           | Sparta Praga  | República Checa | 2014 |
| Supercopa de la República Checa      | Sparta Praga  | República Checa | 2014 |

### Distinciones individuales
| Distinción                                              | Año  |
| ------------------------------------------------------- | ---- |
| Máximo goleador de la Primera División Checa (19 goles) | 2011 |
| Máximo goleador de la Primera División Checa (25 goles) | 2012 |
| Máximo goleador de la Primera División Checa (20 goles) | 2013 |
| Máximo goleador de la Primera División Checa (20 goles) | 2015 |
| Máximo goleador de la Primera División Checa (20 goles) | 2016 |
| Máximo goleador de la Primera División Checa (15 goles) | 2017 |